# Ramazan Abdulatipov
Ramazan Gadzhimuradovich Abdulatipov (em ávaro:  Рамазан ГІабдулатІипов, em russo:  Рамазан Гаджимурадович Абдулатипов;) (4 de agosto de 1946, no distrito de Tlyaratinsky da República Socialista Soviética Autónoma do Daguestão) é um político russo de ascendência do Daguestão e Avar e foi o Presidente da República do Daguestão desde 28 de janeiro de 2013 até 3 de outubro de 2017.
Foi membro do Partido Comunista da União Soviética até 1991, depois integrou o Partido Russo da Unidade e Acordo e o partido Rússia Unida.
De 1990 a 1993 presidiu ao Conselho das Nacionalidades, uma câmara do Soviete Supremo da Rússia. Em 1991 foi candidato a Vice-presidente da Rússia, na equipa de Vadim Bakatin. Durante a crise constitucional de setembro-outubro de 1993, condenou o decreto do presidente Boris Ieltsin que dissolveu os sovietes, e foi um dos membros da delegação do soviete supremo nas conversações com a fação pró-presidencial.
De maio de 2005 a 6 de março de 2009 Abdulatipov foi embaixador da Rússia no Tajiquistão.